# Fagifulae
Gli scavi archeologici di Fagifulae sono situati nei pressi del fiume Biferno, in corrispondenza all'odierna località di Santa Maria a Faifoli nel comune di Montagano in provincia di Campobasso, nell'odierno Molise.

## Storia
Citata dallo storico Livio nelle narrazioni della seconda guerra punica (214 a.C.) dopo la sconfitta di Canne.
Plinio invece la descrive nel suo Naturalis Historia, III, 12, 107' come municipio romano.

## Gli scavi
Gli scavi archeologici mostrano una zona archeologica molto limitata che va dalla protostoria al Medioevo, ma i reperti di maggior rilievo sono dei pavimenti musivi ed in opus spicatum ed edificio absidato non ben identificato nella sua struttura (se si tratti di negozio o di edificio abitato o di altro).
Non si conoscono i limiti della sua estensione.

## Abbazia di Santa Maria di Faifoli
La chiesa medievale fu costruita presso il sito e contiene alcuni elementi dei templi romani.